# 真田信之
真田信之（日语：／ Sanada Nobuyuki，1566年10月2日—1658年11月12日），日本戰國時代武將，安土桃山時代至江戶時代的大名之一，松代藩初代藩主。幼名源三郎，初名信幸（のぶゆき），為真田昌幸之長男，母親是正親町實彥的女兒寒松院，兄弟有真田幸村、真田昌親、真田信勝。正室為德川家康養女，即本多忠勝之女小松姬，側室為伯父真田信綱之女，育有子嗣真田信吉、真田信政、真田信重。

## 生涯

### 早年
信幸幼年時期因父親昌幸是武田氏的家臣，成為武田家人質。天正10年（1582年）2月武田家被織田信長與德川家康聯手擊敗而滅亡，信幸逃到父親所在的信濃上田城。
天正13年（1585年）德川家康要求昌幸開放上田城而被昌幸拒絕，使家康派遣鳥居元忠為大將攻擊真田家領土，信幸與父親一起迎擊德川軍（第一次上田合戰）。天正14年（1586年），因德川家康臣服豐臣秀吉之下，真田氏歸順豐臣秀吉。天正17年（1589年），信幸則為了真田家與德川家之間的和睦前往岡崎，成為了德川家家臣。家康對於信之的才能評價很高，並收養本多忠勝之女小松姬將其嫁給信幸，被家康任命為沼田城城主。天正18年（1590年）參加小田原攻略，協助攻陷松井田城而立下了戰功。天正19年（1592年）當秀吉發動文祿之役時，曾在名護屋城留守，詳情不明。文祿3年（1594年），信幸被賜予官位從五位下伊豆守。

### 第二次上田城合戰
1600年德川家康準備討伐東北地方大名上杉景勝，向各地大名發出書狀討伐景勝，信幸收到書信後，決定支持德川家。同年7月信幸被昌幸的使者吩咐在犬伏進行會議，在會議中昌幸和信繁支持石田三成，而信幸支持德川家康，因而與父親對立。信幸跟其後與德川家康大隊匯合，參加小山評定，會議結果是決定討伐在近畿活躍的石田三成後，信幸跟隨次男德川秀忠參與攻擊小縣郡，當信幸被命令攻擊砥石城，守將信繁無意與兄長交戰撤離支城。翌日，德川秀忠不聽神原康政勸告執意對不在進攻計畫內的上田城展開攻擊（第二次上田城之戰），秀忠軍被昌幸使計拖住而延誤了會師時間以致無法參加關原的戰爭，家康因此怨恨讓儲君威信掃地的昌幸。西軍在關原大敗後，信幸收到昌幸及信繁被家康俘虜的消息，馬上請求岳父本多忠勝一同向家康求饒，家康本欲致兩人於死地，但在信幸與岳父忠勝不斷的叩首請求下家康才答應饒命，昌幸父子流放紀伊國九度山，並將來自父親的諱名「幸」改為「之」，避免與父親的名字有所相同 (ゆき，需要留意的是，「幸」及「之」的日文發音是一樣的，因此改名後的發音與改名前是一樣的)。

### 關原之戰後
戰後信幸得以保留父親所統治上田3万8000石，加上舊有沼田領地2万7000石、新受领领地3万石，总领地增加到9万5000石，成為上田藩藩主。1611年父親昌幸病逝，原本信之準備安排大規模的弔禮，不過被幕府本多正信遊說下而終止。翌年，部份家臣前往九度山弔念昌幸。1614年及1615年大坂之陣冬夏兩陣時，信之因生病而無法親自指揮，由兒子信吉、信政代替，他們在夏之陣的岡山天王寺最後決戰與叔父真田信繁軍交戰，合共殺死了29名敵兵。

### 松代藩
1622年移封至松代藩，配合沼田舊領得到了13萬石領地。來到松代城藩見到了荒廢已久的武田信繁之墓。對於這位在1561年第四次龍爭虎鬥的川中島之戰中英勇戰死的武田信玄之弟，其父昌幸曾經十分讚賞與尊敬，其弟信繁名中的“信繁”二字據說就是取自於他。無疑信之也是頗為欽佩他的，修建了典廄寺（武田信繁官位為典廄）並將其改葬。次年，信之整理領內年貢、諸役，並且重新分配了上級家臣的知行。此後，由於信之擁有出色的築城技術，幕府先後三次要求其參與江戶城的修繕。1656年，信之隱居，家督由真田信政繼承，1658年3月信政病逝（當時信之已經93歲），繼任人是年僅2歲的真田幸道，不過沼田藩的真田信利不滿由年幼的幸道出任家督，引發了家內紛爭，信之因而在真田家內部紛爭之下而病逝，享年93歲。法名鐵嚴一當大居士。墓地在長野縣長野市大鋒寺。

### 評價與軼事
- 性格相當溫厚，但當信之從父祖流傳下來的領地上田被移封至松代時，信之將歷代上田當地的藩政相關資料全部燒毀，並且將城內的樹木、庭石等物品全部搬走，表示對命令的不滿。
- 與前田利益是相當要好的朋友。
- 在居館中置有一個木箱。信之對外宣稱箱中藏有德川家康賞賜的吉光短刀，在周圍常時配置四名家老徹夜輪流守衛。到了幕府消失後的明治時代，眾人將木箱打開，才發現裡面放的是信之跟石田三成通信的文書等各種不利於真田家的證物（石田三成是信之的姨丈，雙方平時就有相互往來）。信之從上田移封到松代時特別將各種文書資料燒毀，但卻故意保存這些證物，可說是暗中表達對德川家的不滿。
- 有关真田信之的身高，胴丸鎧推測185cm

## 登場作品
小說
- 錯亂（文藝春秋、池波正太郎著）
- 真田太平記（週刊朝日、池波正太郎著）
- 真田三代風雲錄（實業之日本社（日语：実業之日本社）、中村彰彦（日语：中村彰彦）著）
- 真田信之（學研、志木澤郁（日语：志木沢郁）著）
- 真田信之 具備器量凌駕其弟・幸村的男人（PHP研究所、川村真二（日语：川村真二）著）

電視劇
- 戰國太平記 真田幸村（1966年、TBS、演：仲谷昇）
- 真田幸村的謀略（日语：真田幸村の謀略）（1979年、東映、演：梅宮辰夫）
- 關原（日语：関ヶ原 (テレビドラマ)）（1981年、TBS、演：西田健）
- 真田太平記（日语：真田太平記 (テレビドラマ)）（1985年、NHK、演：渡瀬恒彦）
- 風雲!真田幸村（日语：風雲!真田幸村）（1989年、TX、演：楠年明）
- 家康最恐懼的人 真田幸村（日语：家康が最も恐れた男 真田幸村）（1998年、TX、演：前田吟）
- 葵德川三代（2000年、NHK大河劇、演：堀越大史）
- 真田丸（2016年、NHK大河劇、演：大泉洋）
- 怎麼辦家康（2023年、NHK大河劇、演：吉村界人）

電玩遊戲
- 戰國無雙系列&無雙OROCHI系列（光榮、配音：小野大輔）
- 戰國BASARA系列（卡普空、配音：細谷佳正）